# Rodolfo Arruabarrena
Rodolfo Martín Arruabarrena (Marcos Paz, Buenos Aires, 20 de julio de 1975) es un exfutbolista y entrenador argentino nacionalizado español. Jugaba de lateral izquierdo. Actualmente está sin club.
Fue parte fundamental de una de las etapas más gloriosas del Club Atlético Boca Juniors, convirtiendo dos goles en la final de la Libertadores 2000 ante el Palmeiras. Tuvo un paso destacado por el Villarreal español, donde jugó un total de siete años y fue parte del equipo histórico que lograría llegar a las semifinales de la Champions League 2006.  
Su trayectoria como entrenador comenzó en Tigre, que se encontraba muy comprometido con el descenso y al cual el Vasco logró salvar de esa situación. Su segunda experiencia como director técnico se dio en Nacional de Uruguay, en donde tuvo un paso poco destacado y de escasa duración. Tras catorce años de vestir la camiseta de Boca como jugador, regresó como técnico en reemplazo de Carlos Bianchi, el entrenador más ganador de la historia del club. En el xeneize logró salir campeón del Campeonato 2015 y de la Copa Argentina 2015.
Tras su paso por Boca Juniors se desempeñaría en equipos de los Emiratos Árabes como el Al Wasl y en Catar, en este último obtendría la supercopa de dicho país con Al-Rayyan.

## Trayectoria

### Inicios en Boca Juniors
Arruabarrena realizó las divisiones juveniles en Boca y conquistó tres títulos. Debutó en primera división el 25 de abril de 1993 en Boca Juniors contra Newell's Old Boys. Su primer gol lo anotó con Boca Juniors el 24 de agosto de 1993, contra Argentinos Juniors a los 12 minutos del primer tiempo a Marcelo Pontiroli.

#### Rosario Central
Posteriormente, fue cedido a Rosario Central en 1996 donde se desempeñó como titular en la banda izquierda en el Torneo Apertura y la Copa Conmebol de ese mismo año. Con el equipo canalla disputó 20 partidos y anotó un gol. Si bien tenía un préstamo por 1 año con el club rosarino, volvió a Boca en enero de 1997 por pedido de Héctor Veira. 

### Retorno a Boca y éxitos
Un año después, bajo la dirección técnica de Carlos Bianchi, integró el equipo bicampeón del Torneo Apertura 1998 (invicto) y del Clausura 1999, siendo parte de la defensa titular del equipo que acumuló 40 partidos sin derrotas. Año después ganaría la Copa Libertadores 2000 donde fue el autor de los dos goles con los que Boca empató de local la primera final contra Palmeiras.

### Villareal C. F.
Jugó siete temporadas en el Villarreal, donde arribó en 2000. Ganó dos veces la Copa Intertoto, y en la temporada 2005-06, fue decisivo en el equipo en la Champions League 2006, marcando dos goles, uno frente al Glasgow Rangers y otro ante el Inter de Milán, ambos en El Madrigal. El equipo logró una histórica clasificación a semifinales.

### Universidad Católica
En la segundo mitad de 2010, tras su estadía en el Club Atlético Tigre por dos años, el defensor arribo a Chile para jugar en la Universidad Católica, obteniendo la décima estrella en la historia del club. El 6 de diciembre de 2010 anunció su retiro del fútbol profesional tras conseguir el Campeonato 2010 con la Universidad Católica.

## Trayectoria como entrenador
Luego de graduarse como entrenador en la Escuela de Técnicos de Vicente López,Arruabarrena debutó como director técnico en Tigre a principios del 2011 con el objetivo de salvar al club del descenso.Sin embargo, el Vasco logró realizar una excelente campaña de 63 puntos en la temporada 2011-12 y logró que el equipo permaneciera en la máxima categoría.Además, logró el subcampeonato del Torneo Clausura 2012. Para afrontar el Torneo Inicial 2012, Arruabarrena sufrió la partida de varios jugadores, entre ellos sus principales figuras, Cachete Morales y Román Martínez. El equipo no encontró el rumbo, y tras pasar 11 fechas del torneo sin cosechar ninguna victoria, decidió renunciar al cargo de entrenador del equipo.
El 26 de marzo del 2013, fue contratado como técnico por Nacional.Debutó con un triunfo de visitante por 3:4 sobre Bella Vista en el Estadio Centenario el 7 de abril de 2013. Renunció el 15 de diciembre del mismo año al no lograr el título del Torneo Apertura.

### Boca Juniors
Tras una serie de resultados no satisfactorios el 29 de agosto de 2014, la dirigencia de Boca Juniors decidiría ponerle fin al contrato con Carlos Bianchi y designar a Arruabarrena como nuevo técnico. Su debut en el equipo de La Ribera se produjo el 31 de agosto de 2014 contra Vélez por el torneo local, con una victoria 3 a 1 en favor de Boca, en la cual se vio un mejor juego y más actitud.
Su equipo lograría llegar hasta la semifinal de la Copa Sudamericana 2014. A partir de ahí el equipo de La Ribera bajó su nivel de juego y terminaría el año con una derrota 2-0 frente Gimnasia y Esgrima La Plata. Al año siguiente, el 31 de enero como hecho anecdótico se menciona una victoria de Boca 5-0 sobre el River Plate de Gallardo, por un amistoso veraniego.
El 3 de mayo como local derrotaría 2-0 a River y quedaría como único líder del torneo.El 3 de septiembre Boca derrotó 0-1 a River en el Monumental y superaría a San Lorenzo en la tabla de posiciones.  El 1 de noviembre el Vasco se consagraría campeón del Torneo Julio H. Grondona 2015 y días más tarde de la Copa Argentina 2014-15, tras superar por 2-0 al Rosario Central de Eduardo Coudet. 
Luego de ser reelecto con el 43% de los votos, el presidente de Boca Juniors, Daniel Angelici confirmó que Arruabarrena continuaría como director técnico del club, firmando un contrato que duraría hasta 2017.
El día 29 de febrero de 2016, la Comisión Directiva pide la renuncia del director técnico del club tras perder 1-0 con Racing, eso sumado a un mal comienzo del año 2016 en los partidos amistosos.
Logros en su estadía en Boca
El 16 de abril de 2015 logró romper el récord de 15 puntos de Carlos Bianchi de 2001, con sus 18 puntos en fase de grupos de la Copa Libertadores producto de 6 triunfos seguidos y con una diferencia de gol de +17, récord que desde que se realiza esta modalidad solo lo poseían Vasco Da Gama y Gremio.
En noviembre de 2015, se consagró campeón con Boca Juniors del Torneo Julio H. Grondona junto con la Copa Argentina 2015, garantizándole además el pase a la Copa Libertadores 2016.

### Al-Wasl
El 6 de junio de 2016, Arruabarrena fue confirmado como nuevo entrenador del Al-Wasl de los Emiratos Árabes Unidos, reemplazando a su compatriota Gabriel Calderón. Luego de dos temporadas de buen rendimiento, el Vasco no llegó a un acuerdo para renovar su contrato y dejó su cargo en junio de 2018.

### Al-Rayyan
El 4 de julio de 2018, el club árabe hizo oficial su incorporación como entrenador de Al-Rayyan. El 1 de agosto de 2018, en su primer encuentro, el Vasco se consagró campeón de la Supercopa de Catar 2018 tras vencer por penales 5-3 a Al-Duhail. Tras un comienzo de temporada irregular y luego de perder ante el último de la tabla de posiciones, presentaría su renuncia en octubre del mismo año.

### Shabab Al-Ahli
El 13 de octubre de 2018, regresó al fútbol de los Emiratos Árabes Unidos con Shabab Al-Ahli Dubai FC. El Vasco estaba disponible en el mercado luego de su partida del Al Rayyan a principios de octubre. El 24 de marzo de 2019 Arruabarrena levantó la Copa de Liga de los Emiratos Árabes Unidos tras el triunfo por 3-1 del Al-Ahli sobre el Al-Wahda, torneo que representó la 9.º título de dicho certamen para el Al-Ahli. El 29 de abril, el Al-Ahli del Vasco vencería 2-1 al Al Dhafra con un doblete de Ahmed Khalil y se consagró campeón en la Presidents Cup 2019, ganando el quinto título en su carrera como entrenador. Fue echado en marzo de 2020 del Al-Ahli por una razón insólita. Su equipo, líder del certamen, le ganaba 2-0 como local al Al-Nasr, que se recuperó y lo empató, en tiempo de descuento, con un tanto del español Álvaro Negredo (marcó un doblete ese día). Ofuscados por la igualdad, decidieron cesarlo en un cargo que tenía desde 2018, cuando llegó proveniente del Al-Rayyan de Catar.

### Al-Sharjah
Luego de su despido, el defensor del título, Al-Sharjah, lo contrató durante la Pandemia de COVID-19 y comenzaría a dirigir al equipo en el mes de julio pero fue cesanteado de su cargo sin haber podido dirigir un solo partido ya que el jeque dueño echó a la comisión directiva y la flamante cúpula decidió mantener al entrenador que estaba con contrato. Con el vínculo ya firmado, le correspondió una indemnización. El Vasco embolsó una suma millonaria sin siquiera haber dirigido.

### Pyramids
El 11 de noviembre de 2020 sería presentado oficialmente como entrenador del Pyramids FC de la Premier League de Egipto, firmando un contrato hasta junio de 2022. El equipo fue dirigido anteriormente por otros argentinos como Ricardo La Volpe o Ramón Díaz. El 29 de junio de 2021, fue despedido del club, luego de la eliminación en penales ante el Raja Casablanca en las semifinales de la Copa Confederación de la CAF.

### Selección de los Emiratos Árabes Unidos
El 13 de febrero de 2022, Arruabarrena se convirtió en entrenador de la Selección de Emiratos Árabes Unidos y firmó hasta julio de 2023. En junio del mismo año, cayó ante Australia y no lograron avanzar al repechaje por un lugar en el Grupo D del Mundial 2022.En abril de 2023, se confirmó que dejaría su cargo, a partir de agosto, ya que su contrato no fue renovado por la Asociación de Fútbol de los Emiratos Árabes Unidos.

### Al-Taawoun
El 6 de julio de 2024, fue confirmado como entrenador del Al-Taawoun por una temporada.Luego de 29 partidos dirigidos, el club anunció la rescisión de su contrato en febrero de 2025.

## Selección nacional
Ha sido internacional con la Selección de Fútbol de Argentina.
A nivel juvenil participó en la Copa Mundial de Fútbol Sub-17 de 1991 con sede en Italia, equipo dirigido por Reinaldo Merlo donde el joven Arruabarrena sería titular en los 6 partidos alcanzando en tercer puesto. Posteriormente ganaría la medalla dorada en los Juegos Panamericanos de 1995, equipo sub-22 dirigido por el aquel entonces director técnico, Daniel Passarella.
Ya con la selección mayor jugó 6 encuentros entre 1994 hasta el año 2006. Fue convocado por Daniel Passarella para disputar la Copa Confederaciones 1995 en Arabia Saudita, el vasco fue suplente en los tres partidos de la competencia y el seleccionado argentino logró el subcampeonato. Su último partido defendiendo los colores de la albiceleste fue en un amistoso vs España, jugado el 10 de octubre de 2006 en Murcia perdiendo 1-2, equipo dirigido por Alfio Basile.

### Participaciones en Copa Confederaciones
| Copa                      | Sede           | Resultado  |
| ------------------------- | -------------- | ---------- |
| Copa Confederaciones 1995 | Arabia Saudita | Subcampeón |

### Participaciones en Copa Mundial de Fútbol Sub-17
| Copa                   | Sede   | Resultado     |
| ---------------------- | ------ | ------------- |
| Mundial Sub-17 de 1991 | Italia | Tercer puesto |

### Participación en Juegos Panamericanos
| Juegos Panamericanos | Sede      | Resultado |
| -------------------- | --------- | --------- |
| Mar del Plata 1995   | Argentina | Campeón   |

## Clubes y estadísticas

### Como jugador

#### En clubes
| Boca Juniors Argentina       | 1.ª                 | 1993                | 1   | 0  | - | - | -  | -  | 1   | 0  |
| Boca Juniors Argentina       | 1.ª                 | 1994                | 1   | 0  | - | - | 1  | 0  | 2   | 0  |
| Boca Juniors Argentina       | 1.ª                 | 1994-95             | 20  | 0  | - | - | 2  | 0  | 22  | 0  |
| Boca Juniors Argentina       | 1.ª                 | 1995-96             | 8   | 0  | - | - | 2  | 0  | 10  | 0  |
| Boca Juniors Argentina       | 1.ª                 | 1997                | 12  | 0  | - | - | -  | -  | 12  | 0  |
| Boca Juniors Argentina       | 1.ª                 | 1997-98             | 35  | 6  | - | - | 5  | 1  | 40  | 7  |
| Boca Juniors Argentina       | 1.ª                 | 1998-99             | 36  | 3  | - | - | 5  | 0  | 41  | 3  |
| Boca Juniors Argentina       | 1.ª                 | 1999-00             | 33  | 2  | - | - | 17 | 5  | 50  | 7  |
| Boca Juniors Argentina       | Total               | Total               | 146 | 11 | - | - | 32 | 6  | 178 | 17 |
| Rosario Central Argentina    | 1.ª                 | 1996                | 15  | 0  | - | - | 5  | 1  | 20  | 1  |
| Rosario Central Argentina    | Total               | Total               | 15  | 0  | - | - | 5  | 1  | 20  | 1  |
| Villarreal CF · España       | 1.ª                 | 2000-01             | 37  | 2  | - | - | -  | -  | 37  | 2  |
| Villarreal CF · España       | 1.ª                 | 2001-02             | 36  | 6  | 1 | 0 | -  | -  | 37  | 6  |
| Villarreal CF · España       | 1.ª                 | 2002-03             | 32  | 0  | - | - | 4  | 1  | 36  | 1  |
| Villarreal CF · España       | 1.ª                 | 2003-04             | 34  | 2  | 3 | 0 | 16 | 0  | 53  | 2  |
| Villarreal CF · España       | 1.ª                 | 2004-05             | 26  | 0  | - | - | 17 | 0  | 43  | 0  |
| Villarreal CF · España       | 1.ª                 | 2005-06             | 33  | 0  | - | - | 13 | 2  | 46  | 2  |
| Villarreal CF · España       | 1.ª                 | 2006-07             | 21  | 1  | 2 | 0 | 1  | 0  | 24  | 1  |
| Villarreal CF · España       | Total               | Total               | 219 | 11 | 6 | 0 | 51 | 3  | 284 | 14 |
| AEK Atenas · Grecia          | 1.ª                 | 2007-08             | 16  | 0  | 1 | 0 | 9  | 0  | 26  | 0  |
| AEK Atenas · Grecia          | Total               | Total               | 16  | 0  | 1 | 0 | 9  | 0  | 26  | 0  |
| Tigre Argentina              | 1.ª                 | 2008-09             | 36  | 1  | - | - | -  | -  | 36  | 1  |
| Tigre Argentina              | 1.ª                 | 2009-10             | 33  | 1  | - | - | 2  | 0  | 35  | 1  |
| Tigre Argentina              | Total               | Total               | 69  | 2  | - | - | 2  | 0  | 71  | 2  |
| Universidad Católica · Chile | 1.ª                 | 2010                | 14  | 0  | 1 | 0 | -  | -  | 15  | 0  |
| Universidad Católica · Chile | Total               | Total               | 14  | 0  | 1 | 0 | -  | -  | 15  | 0  |
| Total en su carrera          | Total en su carrera | Total en su carrera | 479 | 24 | 8 | 0 | 99 | 10 | 594 | 34 |
| 1. 2. 3.                     |                     |                     |     |    |   |   |    |    |     |    |

Fuente: Historia de Boca Juniors

#### Selección Argentina
| Argentina Sub-17 Argentina |                      |   |   |   |   |   |   |   |   |    |   |
| 1991 | 0                    | 0 | - | - | - | - | 6 | 0 | 6 | 0  |   |
| Total | 0                    | 0 | - | - | - | - | - | - | 6 | 0  |   |
| Argentina Sub-22 Argentina |                      |   |   |   |   |   |   |   |   |    |   |
| 1995 | 0                    | 0 | - | - | 5 | 0 | - | - | 5 | 0  |   |
| Total | 0                    | 0 | - | - | 5 | 0 | - | - | 5 | 0  |   |
| Argentina | 1994                 | 3 | 0 | - | - | - | - | - | - | 3  | 0 |
| Argentina | 1995                 | 1 | 0 | 0 | 0 | - | - | - | - | 1  | 0 |
| Argentina | 2000                 | 1 | 0 | - | - | - | - | - | - | 1  | 0 |
| Argentina | 2006                 | 1 | 0 | - | - | - | - | - | - | 1  | 0 |
| Argentina |                      | 6 | 0 | 0 | 0 | - | - | - | - | 6  | 0 |
| Total en selecciones | Total en selecciones | 6 | 0 | 0 | 0 | 5 | 0 | 6 | 0 | 17 | 0 |
| (1)Incluye Copa FIFA Confederaciones 1995. (2)Incluye Juegos Panamericanos de 1995. (3)Incluye Copa Mundial de Fútbol Sub-17 de 1991. |                      |   |   |   |   |   |   |   |   |    |   |

#### Resumen estadístico
| Competición                      | Encuentros | Goles | Promedio |
| -------------------------------- | ---------- | ----- | -------- |
| Primera División                 | 479        | 24    | 0,05     |
| Copas nacionales                 | 8          | 0     | 0,00     |
| Copas internacionales            | 99         | 10    | 0,10     |
| Selección de Argentina "Mayor"   | 6          | 0     | 0,00     |
| Selección de Argentina "Juvenil" | 6          | 0     | 0,00     |
| Total                            | 606        | 34    | 0,05     |

### Como entrenador

#### Clubes
| Equipo                    | Div.         | Temporada    | Liga | Liga | Liga | Liga |    | Copa | Copa | Copa | Copa |    | Internacional | Internacional | Internacional | Internacional |   | Otros | Otros | Otros | Otros |    | Totales     | Totales | Totales | Totales | Totales | Totales | Totales | Totales |
| Equipo                    | Div.         | Temporada    | PD   | G    | E    | P    | PD | G    | E    | P    | PD   | G  | E             | P             | PD            | G             | E | P     | PD    | G     | E     | P  | Rendimiento | GF      | GC      | Dif.    |         |         |         |         |
| ------------------------- | ------------ | ------------ | ---- | ---- | ---- | ---- | -- | ---- | ---- | ---- | ---- | -- | ------------- | ------------- | ------------- | ------------- | - | ----- | ----- | ----- | ----- | -- | ----------- | ------- | ------- | ------- | ------- | ------- | ------- | ------- |
| Tigre Argentina           | 1.ª          | 2010-11      | 20   | 7    | 7    | 6    | -  | -    | -    | -    | -    | -  | -             | -             | -             | -             | - | -     | 20    | 7     | 7     | 6  | 46.67%      | 26      | 26      | 0       |         |         |         |         |
| Tigre Argentina           | 1.ª          | 2011-12      | 38   | 17   | 12   | 9    | 4  | 2    | 1    | 1    | -    | -  | -             | -             | -             | -             | - | -     | 42    | 19    | 13    | 10 | 55.56%      | 58      | 39      | +19     |         |         |         |         |
| Tigre Argentina           | 1.ª          | 2012-13      | 11   | 0    | 6    | 5    | -  | -    | -    | -    | 3    | 2  | 0             | 1             | -             | -             | - | -     | 14    | 2     | 6     | 6  | 28.58%      | 15      | 21      | -6      |         |         |         |         |
| Tigre Argentina           | Total        | Total        | 69   | 24   | 25   | 20   | 4  | 2    | 1    | 1    | 3    | 2  | 0             | 1             | -             | -             | - | -     | 76    | 28    | 26    | 22 | 48.24%      | 99      | 86      | +13     |         |         |         |         |
| Nacional · Uruguay        | 1.ª          | 2012-13      | 24   | 15   | 2    | 7    | -  | -    | -    | -    | 3    | 1  | 0             | 2             | -             | -             | - | -     | 27    | 16    | 2     | 9  | 61.73%      | 45      | 34      | +11     |         |         |         |         |
| Nacional · Uruguay        | Total        | Total        | 24   | 15   | 2    | 7    | -  | -    | -    | -    | 3    | 1  | 0             | 2             | -             | -             | - | -     | 27    | 16    | 2     | 9  | 61.73%      | 45      | 34      | +11     |         |         |         |         |
| Boca Juniors Argentina    | 1.ª          | 2014         | 15   | 8    | 4    | 3    | -  | -    | -    | -    | 8    | 4  | 2             | 2             | -             | -             | - | -     | 23    | 12    | 6     | 5  | 60.87%      | 33      | 20      | +13     |         |         |         |         |
| Boca Juniors Argentina    | 1.ª          | 2015         | 30   | 20   | 4    | 6    | -  | -    | -    | -    | 9    | 7  | 1             | 1             | -             | -             | - | -     | 39    | 27    | 5     | 7  | 73.5%       | 69      | 29      | +40     |         |         |         |         |
| Boca Juniors Argentina    | 1.ª          | 2016         | 5    | 2    | 1    | 2    | 6  | 6    | 0    | 0    | 1    | 0  | 1             | 0             | 1             | 0             | 0 | 1     | 13    | 8     | 2     | 3  | 66.67%      | 20      | 8       | +12     |         |         |         |         |
| Boca Juniors Argentina    | Total        | Total        | 50   | 30   | 9    | 11   | 6  | 6    | 0    | 0    | 18   | 11 | 4             | 3             | 1             | 0             | 0 | 1     | 75    | 47    | 13    | 15 | 68.45%      | 122     | 57      | +65     |         |         |         |         |
| Al Wasl · EAU             | 1.ª          | 2016-17      | 26   | 17   | 6    | 3    | -  | -    | -    | -    | -    | -  | -             | -             | 2             | 1             | 0 | 1     | 28    | 18    | 6     | 4  | 71.43%      | 59      | 30      | +29     |         |         |         |         |
| Al Wasl · EAU             | 1.ª          | 2017-18      | 22   | 12   | 5    | 5    | 10 | 4    | 3    | 3    | -    | -  | -             | -             | 3             | 3             | 0 | 0     | 35    | 19    | 8     | 8  | 61.91%      | 71      | 49      | +22     |         |         |         |         |
| Al Wasl · EAU             | Total        | Total        | 48   | 29   | 11   | 8    | 10 | 4    | 3    | 3    | -    | -  | -             | -             | 5             | 4             | 0 | 1     | 63    | 37    | 14    | 12 | 66.14%      | 130     | 79      | +51     |         |         |         |         |
| Al-Rayyan Catar           | 1.ª          | 2018-19      | 8    | 4    | 2    | 2    | 1  | 0    | 1    | 0    | -    | -  | -             | -             | -             | -             | - | -     | 9     | 4     | 3     | 2  | 55.55%      | 8       | 9       | -1      |         |         |         |         |
| Al-Rayyan Catar           | Total        | Total        | 8    | 4    | 2    | 2    | 1  | 0    | 1    | 0    | -    | -  | -             | -             | -             | -             | - | -     | 9     | 4     | 3     | 2  | 55.55%      | 8       | 9       | -1      |         |         |         |         |
| Shabab Al-Ahli · EAU      | 1.ª          | 2018-19      | 21   | 15   | 2    | 4    | 6  | 4    | 1    | 1    | -    | -  | -             | -             | 4             | 4             | 0 | 0     | 31    | 23    | 3     | 5  | 77.42%      | 69      | 32      | +37     |         |         |         |         |
| Shabab Al-Ahli · EAU      | 1.ª          | 2019-20      | 15   | 11   | 3    | 1    | 8  | 4    | 2    | 2    | -    | -  | -             | -             | 2             | 1             | 0 | 1     | 25    | 16    | 5     | 4  | 70.67%      | 49      | 16      | +33     |         |         |         |         |
| Shabab Al-Ahli · EAU      | Total        | Total        | 36   | 26   | 5    | 5    | 14 | 8    | 3    | 3    | -    | -  | -             | -             | 6             | 4             | 0 | 1     | 56    | 39    | 8     | 9  | 74.4%       | 118     | 48      | +70     |         |         |         |         |
| Pyramids · Egipto         | 1.ª          | 2020-21      | 27   | 9    | 14   | 4    | 14 | 9    | 3    | 2    | -    | -  | -             | -             | -             | -             | - | -     | 41    | 18    | 17    | 6  | 57.72%      | 57      | 39      | +18     |         |         |         |         |
| Pyramids · Egipto         | Total        | Total        | 27   | 9    | 14   | 4    | 14 | 9    | 3    | 2    | -    | -  | -             | -             | -             | -             | - | -     | 41    | 18    | 17    | 6  | 57.72%      | 57      | 39      | +18     |         |         |         |         |
| Al-Taawoun Arabia Saudita | 1.ª          | 2024-25      | 19   | 6    | 6    | 7    | 3  | 2    | 0    | 1    | 6    | 5  | 0             | 1             | 1             | 0             | 0 | 1     | 29    | 13    | 6     | 10 | 51.73%      | 36      | 31      | +5      |         |         |         |         |
| Al-Taawoun Arabia Saudita | Total        | Total        | 19   | 6    | 6    | 7    | 3  | 2    | 0    | 1    | 6    | 5  | 0             | 1             | 1             | 0             | 0 | 1     | 29    | 13    | 6     | 10 | 51.73%      | 36      | 31      | +5      |         |         |         |         |
| Total clubes              | Total clubes | Total clubes | 281  | 143  | 74   | 64   | 52 | 31   | 11   | 10   | 30   | 19 | 4             | 7             | 13            | 9             | 0 | 4     | 376   | 202   | 89    | 85 | 61.61%      | 615     | 383     | +232    |         |         |         |         |
| 1. 2. 3.                  |              |              |      |      |      |      |    |      |      |      |      |    |               |               |               |               |   |       |       |       |       |    |             |         |         |         |         |         |         |         |

#### Selección
| Emiratos Árabes Unidos | 2022                | -   | -   | -  | -  | -  | 3  | 1  | 0  | 2  | -  | -  | - | - | - | 6  | 2  | 1 | 3 | 9   | 3   | 1  | 5  | 37.03% | 6   | 15  | -9   |
| Emiratos Árabes Unidos | 2023                | 3   | 0   | 1  | 2  | FG | -  | -  | -  | -  | -  | -  | - | - | - | 2  | 1  | 1 | 0 | 5   | 1   | 2  | 2  | 33.33% | 4   | 4   | +0   |
| Total selección        | Total selección     | 3   | 0   | 1  | 2  | -  | 3  | 1  | 0  | 2  | -  | -  | - | - | - | 8  | 3  | 2 | 3 | 14  | 4   | 3  | 7  | 35.71% | 10  | 19  | -9   |
| Total en su carrera    | Total en su carrera | 284 | 143 | 75 | 66 | -  | 55 | 32 | 11 | 12 | 30 | 19 | 4 | 7 | - | 21 | 12 | 2 | 7 | 390 | 206 | 92 | 92 | 60.68% | 625 | 402 | +223 |

## Palmarés

### Como jugador

#### Campeonatos nacionales
| Título                    | Club                 | País      | Año    |
| ------------------------- | -------------------- | --------- | ------ |
| Primera División          | Boca Juniors         | Argentina | A-1998 |
| Primera División          | Boca Juniors         | Argentina | C-1999 |
| Primera División de Chile | Universidad Católica | Chile     | 2010   |

#### Campeonatos internacionales
| Título                       | Club                       | Sede            | Año  |
| ---------------------------- | -------------------------- | --------------- | ---- |
| Juegos Panamericanos         | Selección Argentina Sub-20 | Argentina       | 1995 |
| Copa Libertadores de América | Boca Juniors               | América del Sur | 2000 |
| Copa Intertoto               | Villarreal CF              | Europa          | 2003 |
| Copa Intertoto               | Villarreal CF              | Europa          | 2004 |

### Como entrenador

#### Campeonatos nacionales
| Título                | Club              | País      | Año     |
| --------------------- | ----------------- | --------- | ------- |
| Primera División      | Boca Juniors      | Argentina | 2015    |
| Copa Argentina        | Boca Juniors      | Argentina | 2014-15 |
| Copa del Jeque Jassem | Al-Rayyan SC      | Catar     | 2018    |
| Copa de Liga          | Shabab Al-Ahli FC | EAU       | 2018-19 |
| Copa Presidente       | Shabab Al-Ahli FC | EAU       | 2018-19 |